# Viewpoint
Viewpoint — видеоигра в жанре изометрического скролл-шутера, разработанная компанией Sammy в 1992 году для аркадного игрового автомата Neo-Geo компании SNK. В 1993-1996 годах была портирована на ряд домашних игровых систем.

## Игровой процесс
Игрок управляет космическим кораблём, наблюдая за ним в изометрической проекции. Для движения вперёд требуется двигать ручку джойстика по диагонали.
Помимо обычного вооружения игрок может использовать три типа «мегабомб». Одна создаёт стену огня, двигающуюся вперёд, вторая создаёт большой взрыв, третья запускает несколько самонаводящихся ракет.
В игре шесть уровней, в конце каждого из которых происходит сражение с боссом.
При настройках по умолчанию доступны режимы игры для одного игрока и для двух игроков по очереди. В сервисном режиме можно разрешить режим одновременной игры для двух игроков.

## Версии
В оригинальной версии и версиях для 16-битных домашних систем в качестве спрайтов игровых объектов используется пререндеренная трёхмерная полигональная графика без текстур. В более поздних версиях для игровых консолей Sony PlayStation и Sega Saturn детализация спрайтов увеличена, а также улучшена графика фона.

## Отзывы
В 1992 году в журнале Electronic Gaming Monthly игра получила награды «Лучшая графика» и «Лучшая музыка» среди игр, выпускавшихся на картриджах.